# Brunet (acteur)
Pour les articles homonymes, voir Brunet.
Jean-Joseph Mira, dit Brunet, né le 17 novembre 1766 à Paris, rue Aubry-le-Boucher, et mort le 21 février 1853 à Fontainebleau, est un acteur comique et directeur de théâtre français.

## Biographie
D’un père maître boulanger qui joignit, quelques années plus tard, la perception d’un bureau de loterie rue Mauconseil à son commerce, neveu du carme Dom Mira, inventeur de l'eau de mélisse des Carmes, le jeune Mira reçoit l’éducation que tout enfant d’honnêtes bourgeois recevait à cette époque, c’est-à-dire qu’on lui enseigne la lecture, l’écriture, et les quatre premières règles de l’arithmétique. Il a pour condisciple Talma, qui devait lui aussi illustrer la scène française un jour. Le petit Mira montre, dès son enfance, un goût assez prononcé pour le spectacle, et il parait quelquefois lui-même en comédie bourgeoise. Sa pensée n’avait pas franchi l’horizon du comptoir paternel lorsque, la suppression des loteries ayant restreint les ressources de sa famille, Joseph Mira résout de tirer parti de son talent d’amateur en demandant à la profession de comédien des moyens d’existence.

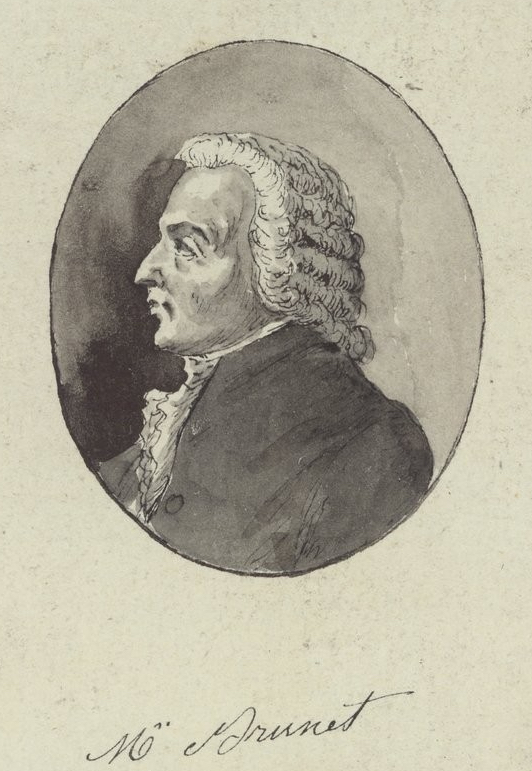
Brunet-Mira

Il obtient, non sans avoir eu à combattre une vive opposition, le consentement de ses parents, sollicite et, après avoir adopté le pseudonyme de Brunet (en mémoire de Mademoiselle Montansier, dont le nom véritable était Marguerite Brunet), il s’engage dans une troupe de comédiens ambulants qui se rend à Mantes. Véritable reflet du Roman comique, l’emploi qui lui est dévolu dans cette association, est des plus humbles : Brunet cumule, avec les rôles accessoires, les fonctions de copiste, de souffleur, voire au besoin d’allumeur de chandelles. Un vieux comédien nommé la Rotière, traversant Mantes, a l'occasion de voir jouer Brunet, dont il devine le talent futur. Arrivé au Havre, où l’avait amené son engagement, il parle du jeune acteur comique, des services qu’il rend, et réussit à décider le directeur du théâtre à l’admettre au nombre de ses acteurs.
Deux ans après, Brunet rejoint Rouen, qu’il quitte en novembre 1795, pour entrer dans la troupe de Mademoiselle Montansier, où il débute, dans le Désespoir de Jocrisse, par le rôle principal, que Baptiste Cadet avait établi avec un très grand succès. Lorsque cette salle est fermée en vertu du décret de 1807, Brunet, qui avait suivi la fortune de Mademoiselle Montansier au théâtre de la Cité, devient acquéreur d’un quart de propriété dans la nouvelle salle du Théâtre des Variétés qu’on venait d’élever sur le boulevard Montmartre.
Peu d’acteurs ont montré une si grande activité : il établit plus de six cents rôles. Le naturel et la franchise de son jeu le rendirent justement populaire. Il excellait à rendre les types de la bêtise : Jocrisse, Cadet-Rousselle, Innocentin, Agnelet, mais son talent était d’une souplesse qui lui permit d’heureuses tentatives dans un répertoire varié. On le vit, à cinquante ans, produire, sous le costume féminin, l’illusion la plus complète dans le rôle de Cendrillon. Quoiqu’il se montrât un des administrateurs les plus actifs du Théâtre des Variétés dont il était l’un des administrateurs, jamais ses devoirs d’acteur ne souffrirent de ce cumul. Il était infatigable et, hormis le jour de sa fête, qu’il consacrait à sa famille, il se serait fait scrupule d’être une seule soirée sans paraître devant le public. On a prétendu qu’il portait si loin la conscience de sa profession, que dans les Couturières, vaudeville de Désaugiers, où il n’avait à débiter que quelques mots hors de la vue des spectateurs, il allait jusqu’à revêtir le costume du rôle. Le fait est controuvé. Ce qui est plus positif, c’est que, s’étant chargé dans le même ouvrage d’imiter les aboiements d’un chien, il ne voulut, pendant plus de trente représentations, abandonner à personne le droit d’aboyer : il ne céda que devant un enrouement. Ceci peut assurément passer pour de la bizarrerie, pour de la puérilité, mais un fait plus concluant vient à l’appui de la sollicitude qu’il apportait aux intérêts des auteurs et de ses camarades. Dans l’Égoïste par régime, comédie où Potier jouait le rôle principal, Brunet tint à se charger d’un simple accessoire, n’ayant, pour ainsi dire, qu’une lettre à porter. Ceci afin que l’exécution de la pièce n’eût point à souffrir de l’inexpérience ou de la maladresse d’un figurant.
Brunet resta, malgré l’affaiblissement de sa mémoire, attaché au théâtre des Variétés jusqu’en mai 1830, époque à laquelle il céda sa part dans la direction à M. A. Dartois, et continua son service comme pensionnaire pendant dix-huit mois encore. Il fit une rentrée le 11 novembre 1832, et donna quelques représentations. Le 8 juin 1841, à l’âge de soixante-quinze ans, il reparut sur la scène, et joua jusqu’à sa représentation de retraite, le 21 décembre 1841. Ce fut sa dernière parution en public. Cet acte de faiblesse ne laissa pas d’inspirer un sentiment pénible à ceux qui, voyant un vieillard caduc se battre les flancs pour provoquer le rire, ignoraient que c’était afin de remédier à des malheurs de famille qu’il était venu, septuagénaire, redemander au théâtre des ressources que le théâtre n’eût pu lui refuser sans ingratitude. En effet, après avoir acquis dans l’exercice de sa profession une fortune assez considérable, des événements désastreux étaient venus le frapper dans son bien-être et dans ses affections.
Sa fille épousera Armand-François Jouslin de La Salle et son fils Antoine Joseph Mira (1794-1848), marié à la comédienne Mme Valérie, sera administrateur de l'opéra de Fontainebleau. La fille de ce dernier épousera Léon Vaudoyer, puis l'avocat Henri Singer (fils de l'industriel et philanthrope David Singer).